# Sverige tillsammans
Sverige tillsammans var en konferens som arrangerades 12 oktober 2015 av statsminister Stefan Löfven under migrationskrisen i Europa 2015.
Målet beskrevs vara att skapa nationell samling bland företag, organisationer, myndigheter och civilsamhälle för att skapa bättre förutsättningar för nyanlända som kom till Sverige.
Den 23 oktober 2015 (11 dagar efter konferensen) träffade sex av riksdagens åtta partier Migrationsöverenskommelsen, en uppgörelse som innebar ett lägre flyktingmottagande.

## Innehåll
Konferensen inleddes med sång och fortsatte med ett öppningstal av Löfven i vilket han sade att "Det är en enorm uppgift för hela det svenska samhället", "Vi har ett mycket ansträngt läge i kommuner och myndigheter" och "Vi följer utvecklingen timme för timme". Därefter höll historikern Ingrid Lomfors ett föredrag om flyktingströmmar. Professor Olof Åslund, generaldirektör på IFAU (Institutet för arbetsmarknads- och utbildningspolitisk utvärdering) sade att av de som kommit till Sverige av asylskäl har hälften inget jobb efter 9-10 år.
Många delar av konferensen skulle direktsändas på regeringen.se och de tio seminarierna skulle finnas tillgängliga på regeringen.se i efterhand.
Samma dag presenterade Stefan Löfven "100-klubben", ett upplägg där företag som tog emot 100 nyanlända under en treårsperiod skulle få en gräddfil till Arbetsförmedlingen.

## Deltagare
Vid konferensen närvarade statsminister Stefan Löfven, arbetsmarknadsminister Ylva Johansson, kultur och demokratiminister Alice Bah Kuhnke, utbildningsminister Gustav Fridolin, gymnasie- och kunskapslyftsminister Aida Hadzialic, barn-, äldre- och jämställdhetsminister Åsa Regnér, minister för högre utbildning och forskning Helene Hellmark Knutsson, bostads- och stadsutvecklingsminister Mehmet Kaplan samt civilminister Ardalan Shekarabi. Även Kung Carl XVI Gustaf och Drottning Silvia närvarande.
Konferensen modererades av Navid Modiri och Pia Jurvanen.

## Mottagande
Riksorganisationen för kvinnojourer och tjejjourer i Sverige (Roks) tackade nej till medverkan då de menade att inget seminarium handlad om våld och de sexuella övergrepp som kvinnor på flykt drabbas av.
Ingrid Lomfors, chef för Forum för levande historia, hade i sitt bildspel en mening "Det finns ingen inhemsk svensk kultur" som väckte uppmärksamhet. I samband med presentationen sade hon "Föreställningen om att det skulle finnas en enhetlig inhemsk kultur som går tillbaka till urminnes tider, den bygger inte på fakta. Vi har alltid stått under influenser utifrån." Lomfors förtydligade uttalandet med att i ett inlägg dagen efter skriva "Självklart finns det en svensk kultur. Jag skriver just nu på det språk som är svenska och en del av denna kultur. En kultur som jag värdesätter och uppskattar högt, den är en del av mig och jag av den."
Expressens ledarredaktion beskrev 2018 konferensen som ett väckelsemöte.
Den norske sociologen Kjetil Rolness beskrev 2022 konferensen som att den liknade ett religiöst möte och "något av det sjukaste jag sett".